# رصدخانه پویایی‌شناسی خورشید
رصدخانه پویایی‌شناسی خورشید (به انگلیسی: Solar Dynamics Observatory (SDO))، از سال ۲۰۱۰ میلادی توسط ناسا مأموریت رصد ستارهٔ خورشید را بر عهده دارد. این تلسکوپ فضایی که با وزن کلی زمان پرتاب ۳۱۰۰ کیلوگرمی توسط موشک اتلس ۵ از ایستگاه کاناورال در تاریخ ۱۱ فوریه ۲۰۱۰ به فضا پرتاب شد بخشی از برنامه‌ای با عنوان زندگی با یک ستاره (به انگلیسی: Living With a Star (LWS)) است. هدف از برنامه اِل‌دبلیواِس (LWS) افزایش درک علمی از جنبه‌هایی از سامانهٔ خورشید-زمین است که مستقیماً زندگی و جوامع را تحت تأثیر قرار می‌دهد. هدف اس‌دی‌اُ (SDO) درک تأثیر خورشید بر روی زمین و فضای نزدیک زمین توسط اتمسفر خورشیدی در مقیاس کوچکی از فضا و زمان به‌طور همزمان است. این رصدخانه همچنین در حال مطالعه چگونگی ایجاد و ساختار میدان مغناطیسی خورشید و اینکه چگونه این انرژی مغناطیسی ذخیره شده در هورسپهر (هلیوسفر) و فضای بیرونی ستاره، تبدیل به بادهای خورشیدی شده و منتشر می‌شود. مأموریت اصلی به مدت پنج سال و سه ماه برنامه‌ریزی شده بود اما انتظار می‌رفت به مدت ده سال قادر به ادامهٔ مأموریت باشد.
طول کلی این تلسکوپ فضایی در امتدادی که روبه خورشید است در حدود ۴٫۵ متر است.

### تمدید مأموریت
در فوریهٔ ۲۰۲۰ اعلام شد که مأموریت این رصدخانه فضایی تا سال ۲۰۳۰ تمدید گردیده است.

## یافته‌های جدید
یافته‌های این تلسکوپ فضایی نشانه‌هایی را در اختیار دانشمندان قرار داده است که می‌تواند تفاوت دمای چند میلیون درجه‌ای میان سطح خورشید و جو خورشید را توضیح دهد. بدین وسیله نوع سریع‌تر و کوتاه‌تر فوران‌های خورشیدی کشف شد که به فوران‌های سوزنی نوع دو مشهورند. این فوران‌ها می‌توانند در ثانیه تا ارتفاع ۱۰۰ تا ۱۵۰ کیلومتری، به بالا شلیک شده و سپس ناپدید شوند. فوران‌های سوزنی شکل، با سرعت زیاد، گازهای داغ یا پلاسما را از سطح خورشید به تاج خورشیدی، می‌دمند. گرمای این فوران‌های سوزنی گاه از یک میلیون درجه نیز تجاوز می‌کند.

## ۵ سال
به مناسبت پنجمین سالگرد تأسیس این رصدخانه، ناسا ویدئویی از خورشید منتشر کرد.
این ویدئو بخشی از ثبت یک فریم در هر ۸ ساعت در طی پنج سال گذشته (۱۸۲۶ روز رصد فضایی) و ادغام ۲۶۰۰ ترابایت دیتا و ۲۰۰ میلیون تصویر است.

## نگارخانه

widths="150px"
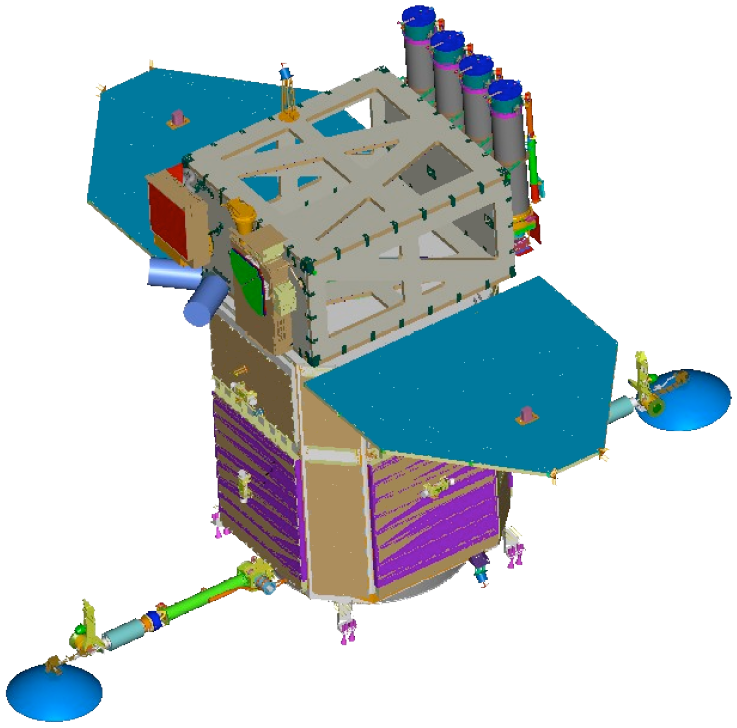
شماتیک ۳ بعدی اس‌دی‌اُ.
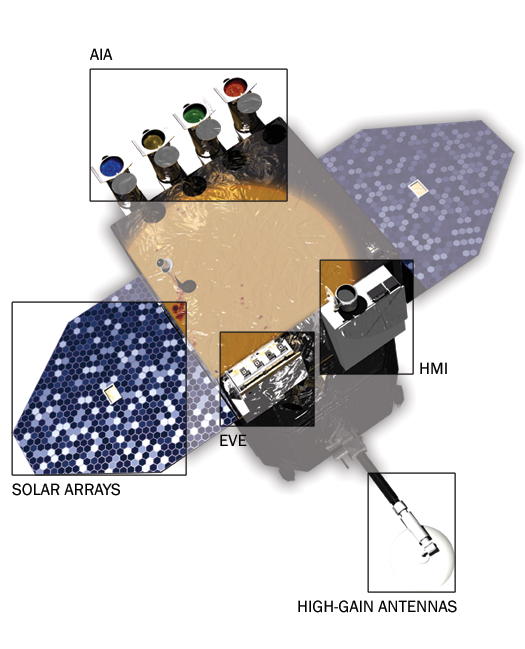
دستگاه‌های اس‌دی‌اُ.
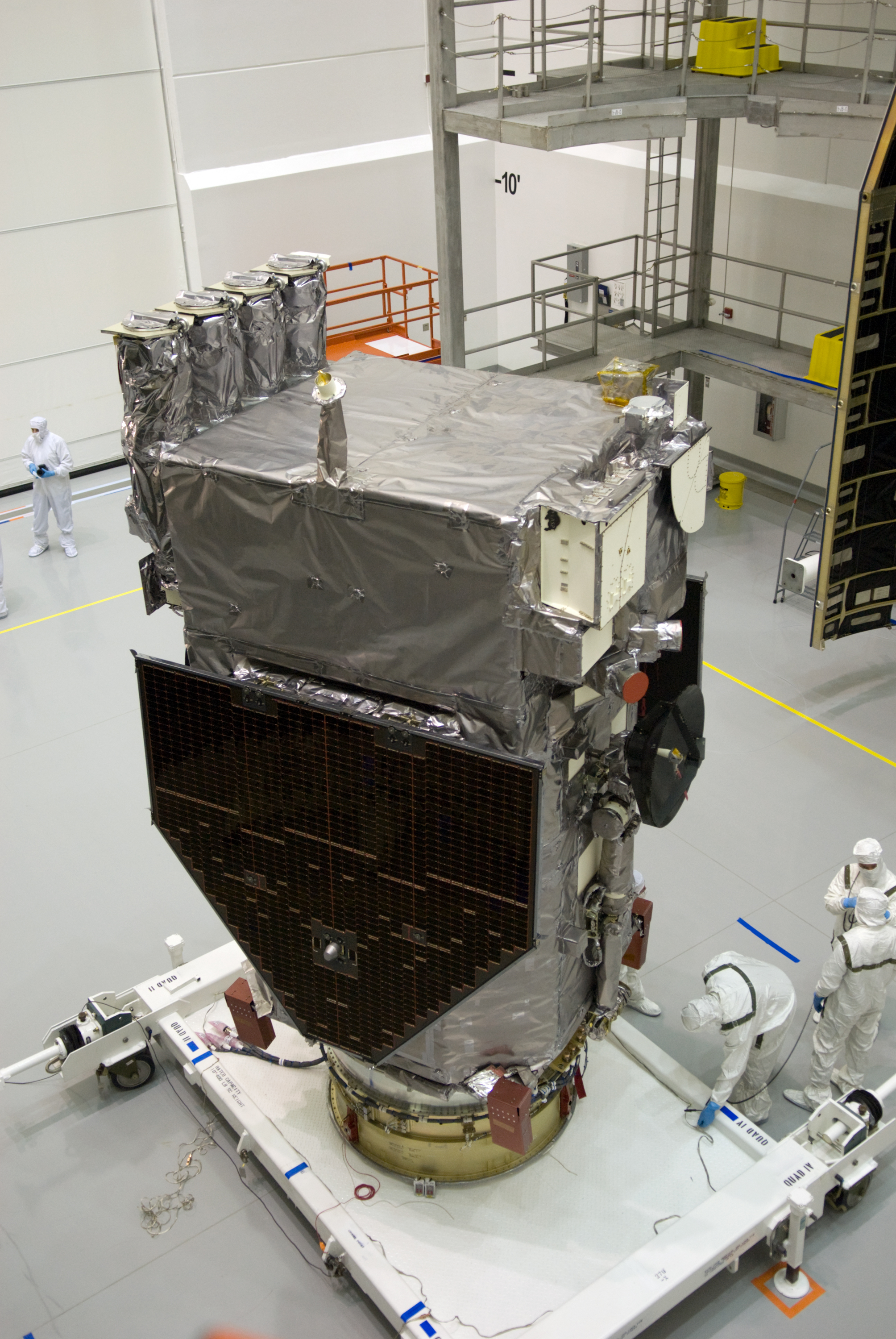
اس‌دی‌اُ آماده پرتاب توسط موشک اطلس.
- انیمیشن نمایش استقرار SDO.